# Frauenkappelen
Frauenkappelen (berndeutsch Frouechappele [frɔuəχɑpːələ]) ist eine politische Gemeinde im Verwaltungskreis Bern-Mittelland des Kantons Bern in der Schweiz.

## Geschichte
Die erste urkundliche Erwähnung des Ortes im Jahr 1158 steht im Zusammenhang mit dem einstigen Kloster Frauenkappelen. Nachdem das Kloster 1485 aufgehoben worden war, wurde das Dorf spätestens 1610 zu einer Pfarrei erhoben.
An der Volksabstimmung vom 14. März 2021 haben die Stimmberechtigten von Frauenkappelen mit 568 Nein zu 98 Ja-Stimmen Fusionsverhandlungen mit der Stadt Bern und Ostermundigen abgelehnt.

## Politik
Gemeindepräsident ist seit 2021 Marc Wyttenbach (parteilos, Stand 2024).
Bei den Nationalratswahlen 2023 betrugen die Wähleranteile in Frauenkappelen (in Klammern die Veränderung im Vergleich zu den Wahlen 2019 in Prozentpunkten): SVP 34,34 % (+2,50), SP 15,92 % (+4,21), glp 15,24 % (−1,33), Grüne 9,62 % (−1,16), Mitte 9,14 % (−3,26), FDP 7,60 % (−0,80), EVP 2,38 % (−1,14), EDU 2,23 % (+1,36), Weitere 3,53 % (−0,38).

## Wirtschaft
Es werden 33 Gewerbebetriebe und 32 landwirtschaftliche Betriebe gezählt.

## Verkehr
Frauenkappelen liegt an der Autobahn A1 und der Hauptstrasse 1/10.

## Wasserversorgung
Frauenkappelen ist beim Wasserverbund Region Bern angeschlossen.

## Bilder

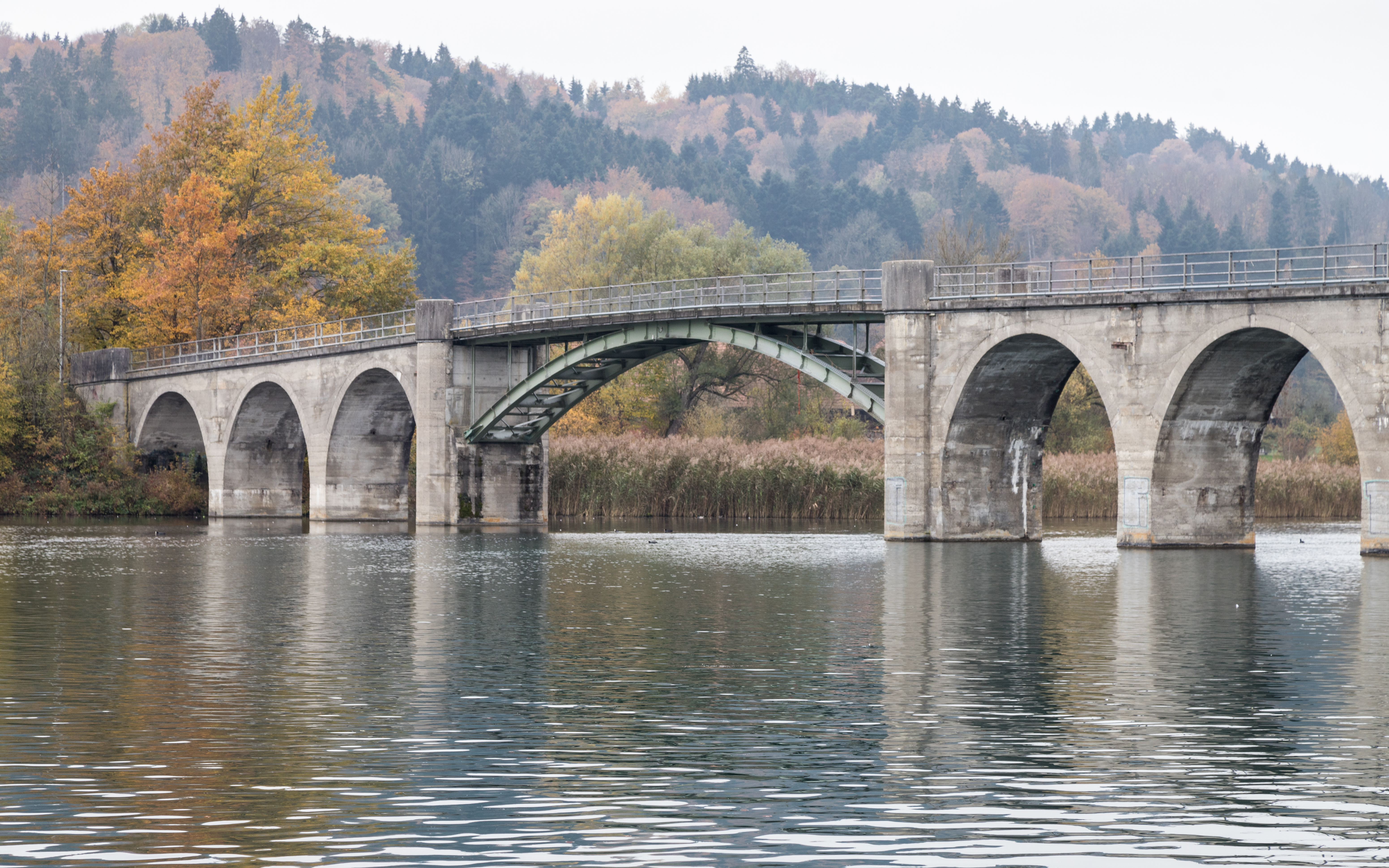
Wohleibrücke
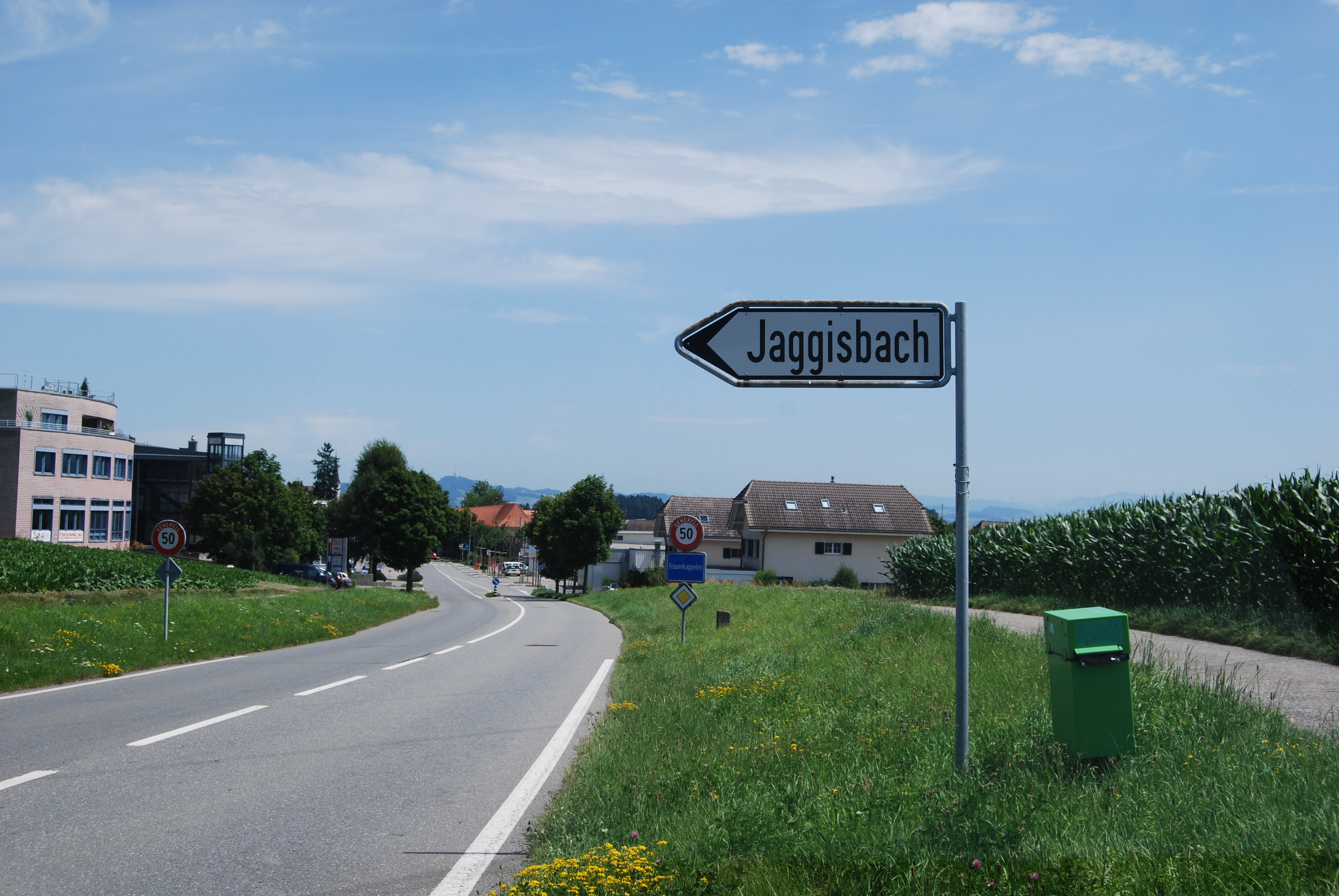
Dorfeingang von Frauenkappelen
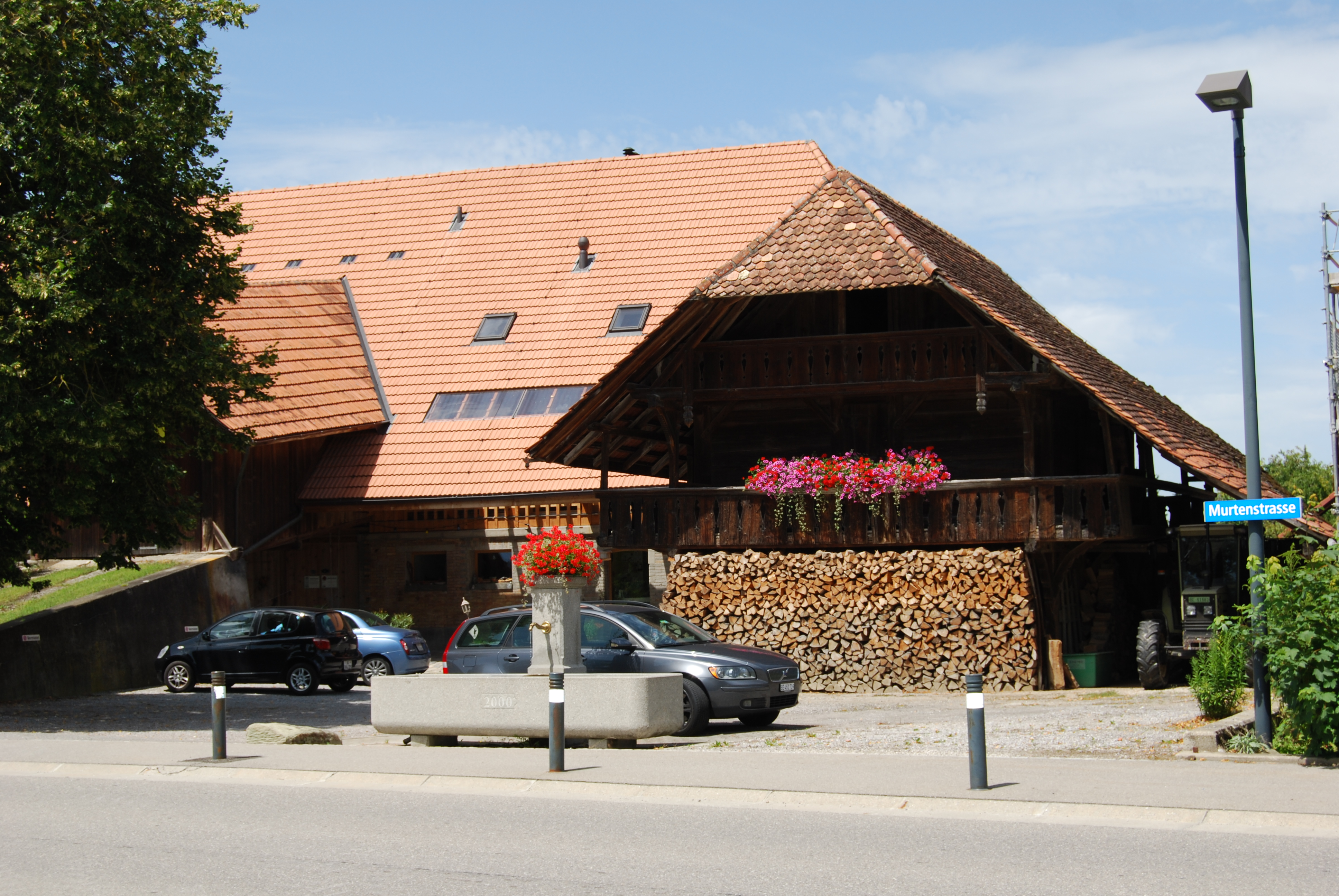
Traditioneller Getreidespeicher im Dorfzentrum
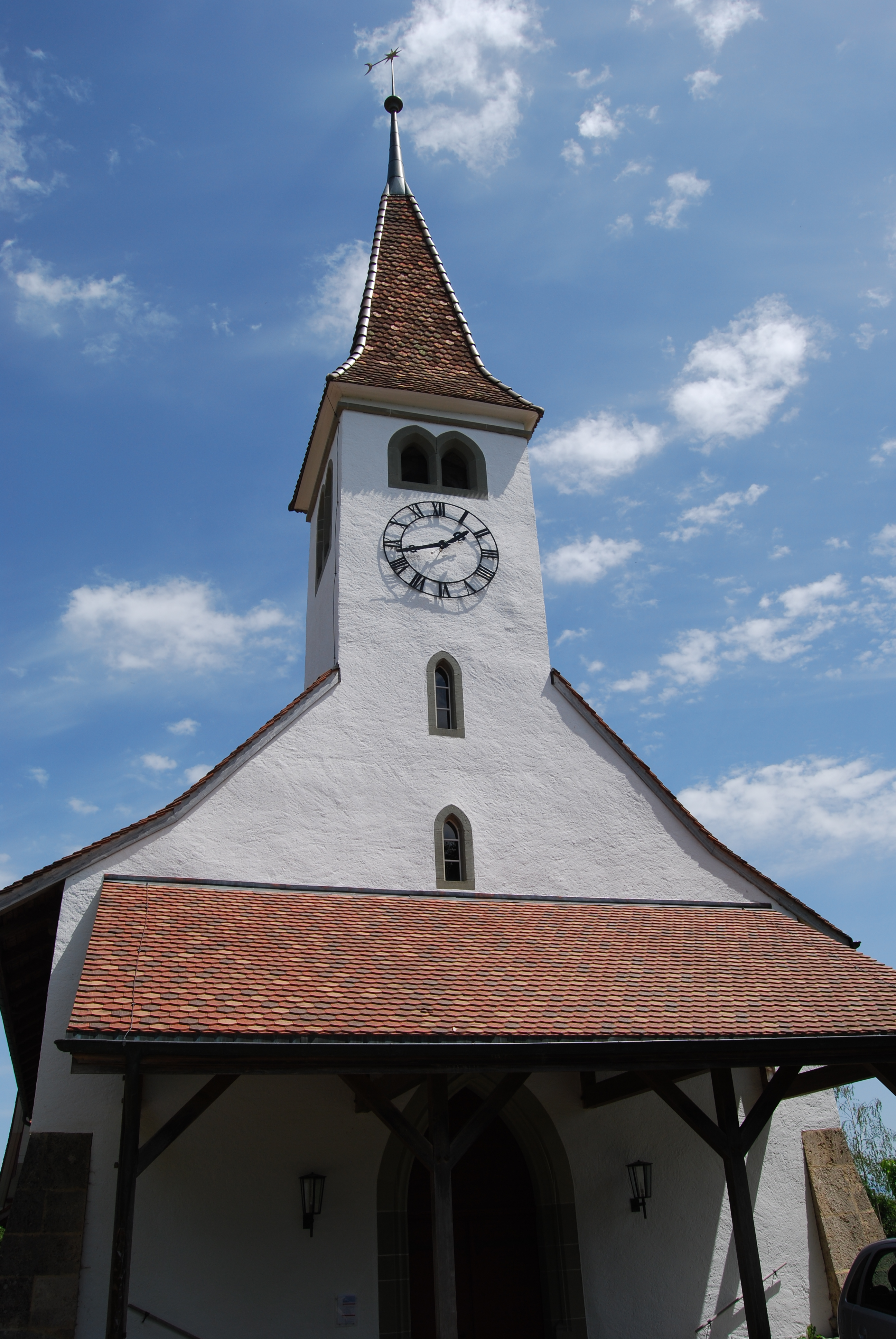
Kirche von Frauenkappelen
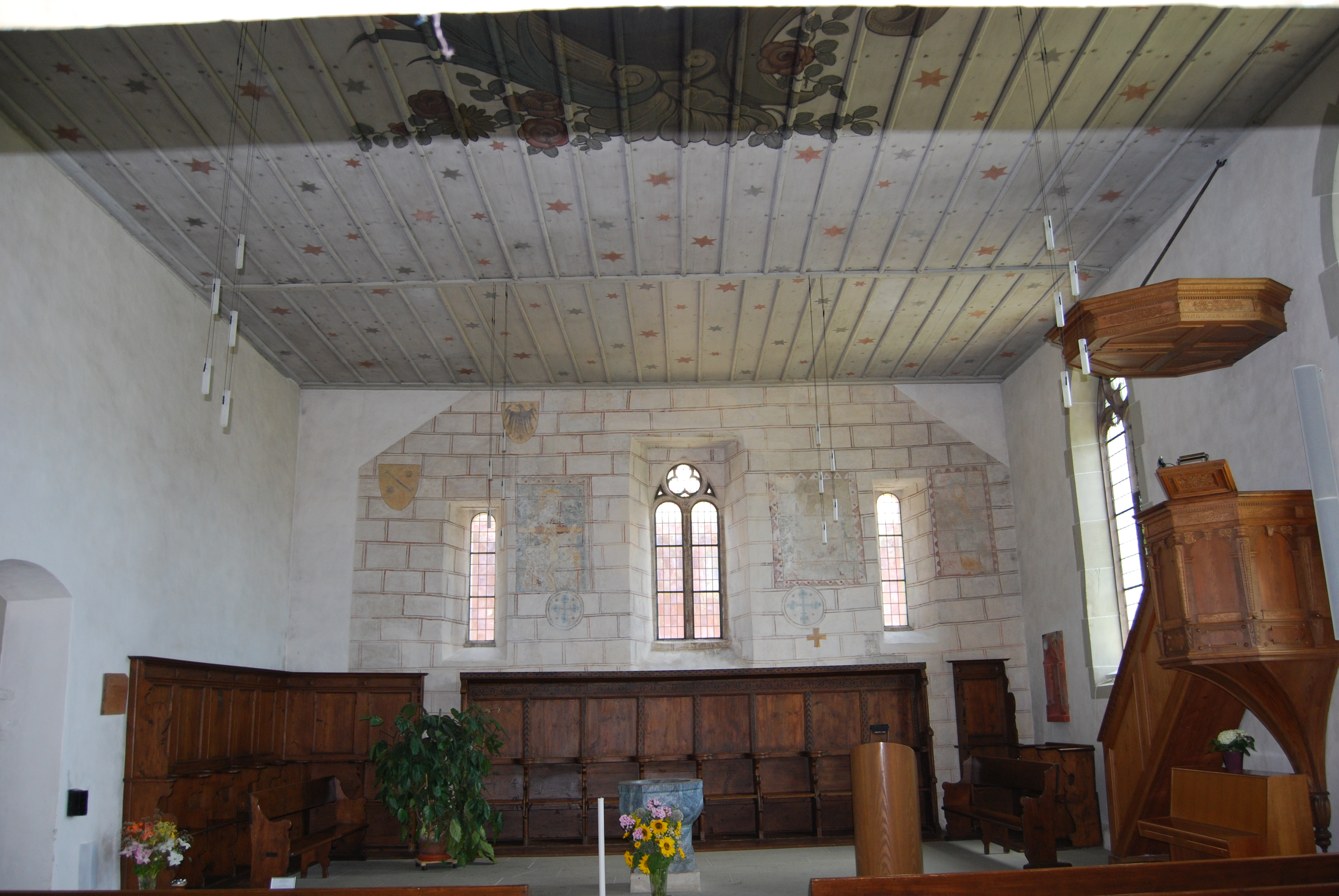
Innenansicht der Kirche
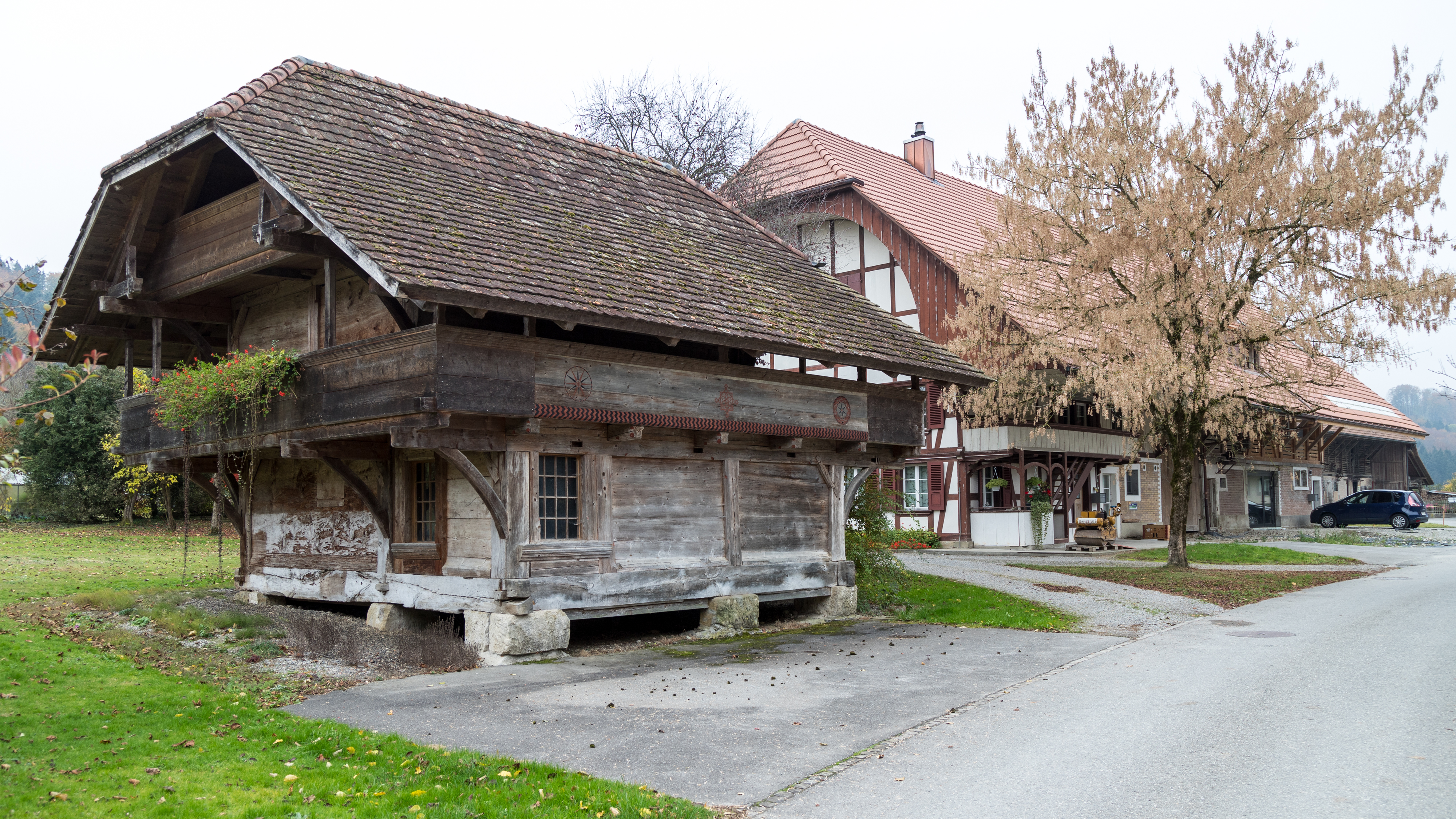
Speicher von 1685 in Wohlei